# Frøya (Trøndelag)
Pour les articles homonymes, voir Frøya.
Frøya est une commune norvégienne située dans le comté de Trøndelag. 

## Géographie
La commune est formée principalement de l'île de Frøya ainsi que de nombreux autres îles et îlots situés au nord de l'île de Hitra, dans la mer de Norvège. Elle abrite les localités de Sistranda, son centre administratif, Hammarvika, Mausund, Sula et Titran.
L'île est reliée à celle d'Hitra par un tunnel en partie sous-marin d'une longueur de 5 305 mètres.